# 陰山山脈
陰山山脈（モンゴル文字：ᠮᠤᠨᠠ ᠠᠭᠤᠯᠠ Mony Uul、いんざん[インシャン]さんみゃく）とは、中国北部の内モンゴル自治区（一部は河北省）にある山脈である。

## 概要
黄河屈曲部北端の北側に、黄河に沿って東西に走る。南側に急峻な断層崖があり北斜面は緩い傾動地塊である。北側はゴビ砂漠に続く山脈でハンギン後旗狼山から始まり、東西1200km、南北の幅50km～100kmにわたる。山脈の平均標高は1500mから2300mである。

## 地理
最高峰は、狼山西部にある呼和巴什格山の標高2364m。
土黙特右旗東北部に位置する大青山は標高2338mで、爾騰山、烏拉山、灰騰梁山、大馬群山、蘇木山、樺山などの山がある。

## 農業
南側の平野は比較的降水が多く農業が行われている。

## 主要な自治区
- 内モンゴル自治区
- 烏蘭察布市
- 巴彦淖爾市
- 包頭市
- 呼和浩特市
- 河北省